# Tom and Jerry (Van Beuren)
Tom e Jerry conosciuti dal 1950 anche come Dick e Larry sono personaggi di fantasia in una serie di cartoni animati prodotti dalla Van Beuren Studios e distribuito dalla RKO Pictures.
La serie durò dal 1931 al 1933.

## Storia
Quasi un decennio prima della serie animata MGM sul famoso gatto e sul topo, nello studio di Amadee J. Van Beuren a New York nacquero un altro paio di stelle di nome Tom e Jerry.
Nel 1929 Bauren aveva bisogno di personaggi dei cartoni animati innovativi per mettere il suo studio di nuovo nel giro dopo un periodo di difficoltà. Aveva pensato già a dei topolini, ma la presenza di animali antropomorfi all'interno delle produzioni di quegli anni degli studi di animazione aveva saturato il mercato, basti pensare a Topolino, Felix the Cat o Krazy Kat. Gli venne allora l'idea di creare dei Mutt and Jeff in versione cane e gatto, ma anche questa trovata non ebbe il successo sperato.
La svolta avvenne solo quando John Foster (che era uno dei maggiori registi dello studio) venne raggiunto a New York da artisti come George Stallings e George Rufle che portarono con sé l'idea di (ri)trasformare il gatto e il cane in esseri umani. In un primo tempo i "Tom e Jerry umani" erano molto simili al cane e gatto loro prototipi, e quindi simili a Mutt and Jeff, ma man mano che la serie progrediva i personaggi e il loro mondo diventarono sempre più surreali avvicinadosi ai cartoon di Max Fleischer dove anche gli oggetti potevano prendere vita.
Nel 1933, Van Beuren passò a Stallings la serie e Tom e Jerry che, con questo cambio al vertice, sembrò aver perso molto del suo fascino. L'ultimo cartone animato con protagonista l'originale Tom e Jerry fu del 1933.
Col passare degli anni, quando furono ritrasmessi dopo un periodo di oblio in televisione, furono rinominati "Dick e Larry".

## Filmografia

### 1931
- Wot a Night! - Diretto da: John Foster, George Stallings
- Polar Pals - Diretto da: John Foster, George Rufle
- Trouble - Diretto da: John Foster, George Stallings
- Jungle Jam - Direction: John Foster, George Rufle
- A Swiss Trick - Diretto da: John Foster, George Stallings

### 1932
- Rocketeers - Diretto da: John Foster, George Rufle
- Rabid Hunters - Diretto da: John Foster, George Stallings
- In the Bag - Diretto da: John Foster, George Rufle
- Joint Wipers - Diretto da: John Foster, George Stallings
- Pots and Pans - Diretto da: John Foster, George Rufle
- The Tuba Tooter - Diretto da: John Foster, George Stallings
- Plane Dumb - Diretto da: John Foster, George Rufle
- Redskin Blues - Diretto da: John Foster, George Stallings
- Jolly Fish - Diretto da: John Foster, George Stallings
- Barnyard Bunk - Diretto da: John Foster, George Rufle
- A Spanish Twist - Diretto da: John Foster, George Stallings
- Piano Tooners - Diretto da: John Foster, George Rufle
- Pencil Mania - Diretto da: John Foster, George Stallings

### 1933
- Tight Rope Tricks - Diretto da: John Foster, George Rufle
- Magic Mummy - Diretto da: John Foster, George Stallings
- Happy Hoboes - Diretto da: George Stallings, George Rufle
- Puzzled Pals - Diretto da: George Stallings, Frank Sherman
- Hook and Ladder Hokum - Diretto da: George Stallings, Frank Tashlin
- In the Park - Diretto da: Frank Sherman, George Rufle
- Doughnuts - Diretto da: Frank Sherman, George Rufle
- The Phantom Rocket (ultimo episodio della serie) - Diretto da: Frank Sherman, George Rufle